# Matty Cash
Matthew Cash, född 7 augusti 1997, är en engelsk-polsk fotbollsspelare som spelar för Aston Villa.

## Klubbkarriär
I oktober 2014 kom Cash till Nottingham Forest efter 16 månader i FAB Academy. Den 4 mars 2016 lånades han ut till League Two-klubben Dagenham & Redbridge på ett låneavtal över en månad.
Den 3 september 2020 värvades Cash av Aston Villa, där han skrev på ett femårskontrakt.

## Landslagskarriär
Den 1 november 2021 blev Cash för första gången uttagen i Polens landslag till deras VM-kvalmatcher mot Andorra och Ungern. Han debuterade den 12 november 2021 i en 4–1-vinst över Andorra.